# Осијечки трамвај
Трамвајски саобраћај у Осијеку постоји од 1884. када је прорадио коњски трамвај. Тиме је Осијек постао први град у Хрватској и један од првих градова у овом делу Европе који је увео трамвајски саобраћај. Систем је електрификован 1926. Данас се трамвајски саобраћај одвија на двије дневне линије, а њиме управља Градски превоз путника Осијек (ГПП).

## Историја
Прије увођења, јавни превоз чинили су вагони и вагони, којима су приватници превозили путнике и терет. Могуће увођење трамваја у јавни превоз први пут се помиње 1868., али се то остварило тек 1884., упркос субвенцијама које градска управа нуди за изградњу система. 
1883. Акционарско друштво за изградњу коњске пруге у Осијеку основано је 14 јула те године добила концесију за изградњу једноколосечне трамвајске пруге. 10. септембра 1884. свечано пуштен у саобраћај, а вођен од горњоградске цркве Св. Рока преко Тврђе до Доњег града. 1889. изграђена је пруга до железничке станице, а касније од Тврђе до Градске баште.
1898. Предложена је електрификација трамваја, али је због несугласица између градске управе и Акционарског друштва за гас и Акционарског друштва за трамвај каснила цела електрификација града, па су трамваји коначно електрификовани тек 1926. Те године, 1. априла, пола сата после поноћи, завршио је са радом коњски трамвај од Доњег за Горњи град. Истовремено су почели радови на електрификацији система који су завршени 12. децембра 1926., када је електрични трамвај први пут почео да саобраћа на измењеној траси од Подграђа до Доњег града, који је уместо за Тврђу ишао истом трасом као и данас. Промењена је и траса друге линије, па је трамвај према станици преусмерен на Ђаковштину, уместо у данашњу улицу Хрватске Републике, где се до тада саобраћало. Прве електричне трамваје у Осијеку произвела је чешка Шкода.
Почетком 60-их почели су са радом хрватски трамваји ТМК 101, произведени у Ђури Ђаковићу, а 1968. први Tatra T3, произведени у чешком ЧКД, пуштени су у промет. Као најсавременији трамвај тог времена, постепено су почели да замењују трамваје ТМК 101, који су постављени 1972. превезен у Загреб.
Почетком 70-их изграђена је нова двоколосечна пруга од Подграђа до почетка Вишњевца, а 1990. на другој линији и прузи до средине Винковачке улице. Уследио је и рат, што је погодило и осјечки трамвајски систем. Запослени у трамвајском превозу ризиковали су животе, како би суграђанима обезбедили превоз до жељених дестинација. Радници задужени за контактне водове често су поправљали водове током проглашене опасности, како би трамваји могли да превозе путнике по престанку опасности. Међу циљевима гранатирања био је и реми, у којем је неколико трамваја неповратно уништено. Због тога су преостала возила ноћу премештена по граду, где су била релативно безбеднија.
1995. из Манхајма је купљено неколико трамваја Düwag GT6, који се и даље користе током дневних шпица због већег путничког капацитета. 2006. друга линија је продужена са два колосека до Макамаме, а 2008. један колосек до Бикаре. Током 2006. и 2007. трамваји Tatra T3 су постепено обновљени у чешком Крнову до модерног типа Tatra T3R.PV. 2008. почео је са радом систем електронског плаћања транспорта Бутра.
Истовремено, настављено је планирање проширења трамвајске мреже. Маја 2012. потписан је уговор о изградњи пруге кроз Вишњевац и Јосиповац, према којем би се пруга у првој фази градила до центра Вишњевца, ау другој до центра Јосиповца. Радови на првој фази завршени су 30. новембар 2014 отварањем нове деонице пруге кроз Вишњевац. Почетком октобра 2016. Најављено је да ће европским средствима бити финансиран наставак изградње пруге према Јосиповцу, као и набавка 30 нископодних трамваја. Такође, планирано је повезивање две пруге између Зеленог Поља и Бикаре, изградња нове железничке пруге према Централном гробљу и изградња нове контактне мреже и депоа. Поменути пројекат на крају није реализован.
Тек је 29. септембра 2021. потписали уговор о модернизацији целокупног јавног градског превоза, са акцентом на модернизацију трамвајског саобраћаја, што би подразумевало реновирање 9,5 километара пруге, реновирање исправљачких станица и електричне мреже, адаптацију 23 трамвајска стајалишта за особе са инвалидитетом и на крају куповину 23 нископодна трамваја. Реализација пројекта почела је 21. марта 2022. радови у Штросмајеровој улици, на деоници између Свилајске улице и старе окретнице Вишњевац, где је прво уклоњен стари колосек, а потом постављен нови колосек. Радови на наведеној дионици завршени су средином јуна исте године када је почела обнова дионице између Трга Анте Старчевића и Рокове улице.

## Возни парк
| Слика | Име                          | Гаражни знак             | Број примерака (у употреби) | Напомена |
| ----- | ---------------------------- | ------------------------ | --------------------------- | --- |
|       | Стари трамвај из 1926. Шкода | 8                        | 1 (0)                       | Оригинални електрични осјечки трамвај из 1926. (Није у радном стању од 2014. због поправке контролера - ручице управљача) |
|       | Татра Т3Р. ПВ                | 0601 – 0611, 0712 – 0717 | 17 (17)                     | Бивши Татра Т3ИУ, обновљен 2006. и 2007.                                                                                  |
|       | Татра Т3ЈУ                   | 8225 – 8226              | 2 (0)                       | Преостале Татре Т3ЈУ које нису рестауриране 2006. и 2007. Нису у активној служби.                                         |
|       | Дуваг ГТ-6                   | 9527 9528 9530 0934      | 4 (0)                       | Набављена 1995. године. из Манхајма . Набављена 2009. из Загреба .                                                        |
|       | Дуваг ГТ-6 Манхајм           | 1237 1239                | 2 (0)                       | Набављена 2012. из Загреба .                                                                                              |

## Наплата превоза
Системске картице се углавном користе за плаћање превоза:
- опште карте
- студентске карте
- студентске карте
- пензионерске картице
- картице за незапослене
- картице за децу
- вредносне картице

Поред картица, превоз се наплаћује и за једнократне и дневне карте.